# Jhinjhak
Jhinjhak är en ort i Indien.   Den ligger i distriktet Kanpur Dehat och delstaten Uttar Pradesh, i den centrala delen av landet, 300 km sydost om huvudstaden New Delhi. Jhinjhak ligger 142 meter över havet och antalet invånare är 23 499.
Terrängen runt Jhinjhak är mycket platt. Runt Jhinjhak är det tätbefolkat, med 550 invånare per kvadratkilometer. Jhinjhak är det största samhället i trakten. Trakten runt Jhinjhak består till största delen av jordbruksmark.